# Пилипенко Юрій Ігорович
Пилипенко Юрій Ігорович — старший солдат Державної прикордонної служби України, учасник російсько-української війни.

## Біографія
У грудні 2024 року разом із побратимами зупинив наступ штурмової групи окупантів у складі 50 осіб на Куп'янському напрямку. Юрій Пилипенко розподілив прикордонників по бойових позиціях і особисто знищив шістьох загарбників з автомата та БМП — із гранатомета. Коли ворог знову розпочав штурм, він доручив зарядити всю наявну зброю та створити суцільну вогневу завісу. Бій тривав близько шести годин, і за підтримки артилерії із сусідніх позицій штурм вдалося відбити.

## Нагороди
- Хрест бойових заслуг (29 квітня 2025) — за особисту мужність і самовідданість, виявлені у захисті державного суверенітету та територіальної цілісності України, сумлінне і бездоганне служіння Українському народові[3]
- Медаль «За військову службу Україні» (26 липня 2024) — за особисту мужність і відвагу, самовіддані дії, виявлені у захисті державних інтересів України, за зразкове виконання військового обов'язку[4];